# Бессмертные (фильм, 1974)
«Бессмертные» (рум. Nemuritorii) — фильм румынского режиссёра Серджиу Николаеску 1974 года в жанре историко-приключенческой драмы. Картина, основываясь на художественном вымысле, описывает ряд событий, которые произошли после убийства господаря Валахии и полководца Михая Храброго.

## Сюжет
В 1611 году, спустя десять лет после убийства Михая Храброго, солдаты его гвардии продолжают скитаться по Европе, предлагая свои услуги в качестве наёмников. Двенадцать из них решают вернуться домой, на родину. Они строго охраняют сундук, содержащий сокровища Михая: все твёрдо верят, что однажды смогут употребить их для объединения Румынии. Только командиры знают, что это — не более чем легенда, а сундук, кроме прославленного в боях знамени, полон только камнями.
К отряду присоединяется капитан Андрей (Николаеску), которого, как члена свиты Михая Храброго, некоторые считают косвенно виновным в его смерти и государственной измене: в ту ночь он с разрешения господаря оставил свой пост для свидания с очередной дамой. Очень скоро капитану предоставляется возможность доказать свою невиновность.
Дорога на родину оказывается длинной и сопровождается битвами с множеством врагов: австрийцами, венграми, турками. Добравшись до одного из замков в горах Валахии, Андрей с товарищами обнаруживают там сохранившиеся пушки и запасы пороха Михая Храброго. Здесь их настигает многотысячный отряд из войска Османской империи. Герои принимают неравный бой, погибают один за другим, но одерживают важную моральную победу.

## В ролях
- Йон Бесою — Коста
- Серджиу Николаеску — капитан Андрей
- Иларион Чобану — Василь
- Георге Диникэ — маршал Бутнару
- Амза Пелля — Димитру
- Коля Рэуту — Юсуф-паша
- Жан Константин — Скурту
- Хайдмари Венцель — Мария-Кристина
- Джина Патрики — Иоанна, сумасшедшая

## Приём у зрителей и критика
В Румынии фильм пользовался огромным успехом. Его посмотрели почти 7,3 миллиона зрителей, что является 11 результатом за всю историю национального кинематографа.
Румынский кинокритик Тудор Каранфил дал к картине следующий комментарий: «1611 год, 13 рыцарей бродят по Европе в надежде воплощения политического идеала своего бывшего правителя — независимости. Вернувшись домой, они обнаружили, что новый правитель не разделяет их мечты. Поразительное сочетание комизма иногда с гротеском, иногда с ужасом»[страница не указана 3653 дня].

## Дополнительные факты
- Режиссёр Серджиу Николаеску вспоминает, что идея о 13 бессмертных героях пришла ему ещё в 1971 году. По задумке они появляются всегда там и тогда, когда это необходимо, и являются примером мужества и самопожертвования. Кроме того, он утверждает, что некоторые идеи и персонажи фильма «Горец» с Кристофером Ламбертом были заимствованы из этой его картины[3].
- На протяжении фильма там звучат композиции культовой для Румынии того периода рок-группы «Transsylvania Phoenix». Их использование пришлось отстаивать, так как незадолго до съёмок один из членов группы иммигрировал из страны[3]. Более того, после невозвращения коллектива из гастролей по Западной Германии в 1977 году его название было удалено из титров. В 2005 году лидер группы Нику Ковач подал иск в суд сразу на несколько киноорганизаций за невыплату ему гонорара от трансляции и проката фильма «Бессмертные» за рубежом за прошедшие годы. Размер компенсации был определён в 60 тысяч долларов США. Только через шесть лет в 2011 году ему удалось получить 6000 румынских леев (чуть более 50 000 рублей)[4].